# Улі I
Улі I (д/н — бл. 1270) — 2-й манса імперії Малі в 1255—1270 роках. Продовжив розширення кордонів держави. Мав прізвисько Ерелінко. В арабських джерелах відомий як Алі або Валі.

## Життєпис
Син Марі Діати I, засновника імперії Малі. Про молоді роки та дату народження нічого невідомо. Посів трон близько 1255 року після загибелі батька. Відповідно до усних джерел, брат Марі Діати I Борі Кейта, повинен був зійти на трон, оскільки Улі був занадто молодий. Але той зумів захопити трон.
Здійснив низку успішних військових походів, особливо на заході. Було захоплено золотоносний район Бондуку, держави Баті і Касу (в сучасній Гамбії). Кордони дійшли майже до Атлантичного океану. Втім Улі I переважно спирався на військових командувачів свого батька. Разом з тим в цей час формується система залежних держав, які заснували малійські військовики Мусса-Сон-Корома Сіссоко в Кундіані (область Бамбук), Сіріман Кейта — Конкодугу, Сан-Ніанга Тараоре — Гангаран. Втім в системі підпорядкування вони титулювалися намісниками.
Також значно збільшив виробництво сільської продукції в імперії внаслідок зростання обсягу обробки земель. Утворився величезний ринок товарів. Імперія наростила експорт золота, слонової кістки, рабів. Налагодилися шляхи торгівлі з Північною Африкою.
Десь у 1260-х роках здійснив хадж до Мекки. Водночас налагодив торгівельні та політичні зв'язки з Мамлюкським султанатом в Єгипті.
Помер близько 1270 року, невдовзі після повернення з хаджу. Йому спадкував названий брат Уаті.